# 额济纳土尔扈特旗
额济纳土尔扈特旗，是中國清代、民國時西套蒙古的一旗。
清康熙四十三年（1704年），阿玉奇汗之侄阿喇布珠尔受清封赐牧地于敦煌附近的色尔腾地方。康熙五十五年（1716年），其子丹忠继位后，因惧怕准噶尔侵扰和威胁，呈请内徙，于雍正九年（1731年），经陕甘总督查郎阿同意，得额济纳河流域为牧地。乾隆年间始授扎萨克。治今额济纳旗西南，地域约当今内蒙古额济纳旗和阿拉善右旗西北小部分。不入盟，直属理藩院。中华民国时属于宁夏省額濟納舊土爾扈特特別旗。1952年改置额济纳自治区，1954年额济纳自治旗改由甘肃省酒泉地区代管。1956年，额济纳旗划归内蒙古自治区巴彦淖尔盟。

## 历史沿革
- 伏尔加河流域卡尔梅克汗国的台吉纳扎尔玛穆特之子阿喇布珠尔在清朝康熙年间率所属赴西藏礼佛，四十三年（1704年）返归，时逢阿玉奇汗因向准噶尔部索要被扣留之部属未果，策妄阿拉布坦堵截去路，阿喇布珠尔滞牧于嘉峪关外。后请求内附，清廷封其为固山贝子。康熙五十五年（1716年），阿喇布珠尔病逝，子丹衷袭爵。雍正九年（1731年）定牧于额济纳河，遂称额济纳土尔扈特。乾隆十八年（1753年）设札萨克旗[2]。
- 中华民国成立后，改为宁夏省額濟納舊土爾扈特特別旗。中华人民共和国成立后，于1950年代划归内蒙古自治区。

## 延伸阅读
[在维基数据编辑]
 《清史稿/卷520》，出自趙爾巽《清史稿》